# Réal, Pyrénées-Orientales
Réal är en kommun i departementet Pyrénées-Orientales i regionen Occitanien i södra Frankrike. Kommunen ligger i kantonen Mont-Louis som tillhör arrondissementet Prades. År 2022 hade Réal 75 invånare.

## Befolkningsutveckling
Antalet invånare i kommunen Réal
| Referens: INSEE |